# 尼崎医療生協病院
尼崎医療生協病院（あまがさきいりょうせいきょうびょういん）は、尼崎医療生活協同組合が兵庫県尼崎市に設置する病院。

## 概要
1949年のナニワ病院開設、その後増床や増築、移転を経て2007年5月にリニューアルして現在の病院となる。
厚生労働省基幹型臨床研修病院、NPO法人卒後臨床研修評価機構認定証発行病院、公益財団法人日本医療機能評価機構認定病院。(病院評価結果（4回目）は3rdG:Ver.2.0(2019年12月6日認定、2024年7月25日まで有効))。
一般病棟（199床）を備える。1日平均外来患者数は約303.8人、1日平均入院患者数は約164.0人。
社会福祉法に基づく無料低額診療事業を行っている。全日本民主医療機関連合会（民医連）に加盟。

## 診療科
(この節の出典)
- 内科
- 糖尿病・代謝内科
- 心療内科
- 精神科
- 呼吸器内科
- 消火器内科
- 消化器外科
- 泌尿器科
- 循環器内科
- 皮膚科
- 外科

- 肛門外科
- 脳神経外科
- 整形外科
- 小児科
- アレルギー科
- 産婦人科
- リハビリテーション科
- 放射線科
- 麻酔科
- リウマチ科
- 感染症内科

## 医療機関の認定
(この節の出典)
- 保険医療機関
- 労災保険指定医療機関
- 臨床研修病院
- 指定自立支援医療機関（精神通院医療）
- 身体障害者福祉法指定医の配置されている医療機関
- 精神保健指定医の配置されている医療機関
- 生活保護法指定医療機関(中国残留邦人等の円滑な帰国の促進並びに永住帰国した中国人残留邦人等及び特定配偶者の自立の支援に関する法律(平成6年法律第30号)に基づく指定医療機関を含む。)
- 結核指定医療機関
- 在宅療養支援病院
- 原子爆弾被害者医療指定医療機関
- DPC対象病院
- 無料低額診療事業実施医療機関
- 公害医療機関
- 母体保護法指定医の配置されている医療機関

## 差額ベッド料について
病院の理念により、差額ベッド料（個室料）を徴収していない。

## 交通アクセス
- JR神戸線「立花駅」下車、徒歩約15分　又は尼崎市営バス43-2系統/49系統乗車、「水堂町4丁目」停留所下車[8]
- 阪急神戸本線「武庫之荘駅」下車、徒歩約25分　又は尼崎市営バス49系統乗車、「水堂町4丁目」停留所下車[8]
- 阪神バス「水道」（阪神「尼崎駅」/阪神「出屋敷駅」発）「水堂」停留所下車[8]

## 周辺
- 万代 阪神ショッピングセンター店
- ユニクロ 尼崎水堂店
- 尼崎南武庫之荘十一郵便局